# La Grange (Illinois)
La Grange is een plaats (village) in de Amerikaanse staat Illinois, en valt bestuurlijk gezien onder Cook County.

## Demografie
Bij de volkstelling in 2000 werd het aantal inwoners vastgesteld op 15.608. In 2006 is het aantal inwoners door het United States Census Bureau geschat op 15.401, een daling van 207 (-1,3%).

## Geografie
Volgens het United States Census Bureau beslaat de plaats een oppervlakte van 6,5 km², geheel bestaande uit land.

## Plaatsen in de nabije omgeving
De onderstaande figuur toont nabijgelegen plaatsen in een straal van 4 km rond La Grange.

## Geboren in La Grange (Illinois)
- Carter Pann (1972), componist, muziekpedagoog en pianist.
- Sarah Wayne Callies (1977), actrice
- Bob Bryar (1979-2024), drummer